# Brushton
Brushton es una villa ubicada en el condado de Franklin en el estado estadounidense de Nueva York. En el año 2000 tenía una población de 479 habitantes y una densidad poblacional de 667 personas por km².

## Geografía
Brushton se encuentra ubicada en las coordenadas 44°49′51″N 74°30′52″O / 44.83083, -74.51444.

## Demografía
Según la Oficina del Censo en 2000 los ingresos medios por hogar en la localidad eran de $18,750, y los ingresos medios por familia eran $29,722. Los hombres tenían unos ingresos medios de $29,219 frente a los $17,292 para las mujeres. La renta per cápita para la localidad era de $13,674. Alrededor del 19.4% de la población estaban por debajo del umbral de pobreza.